# Matsuri Hino
Matsuri Hino (樋野 まつり) (Sapporo) is een Japanse mangaka (manga-tekenaar). Op 10 september 1995 werd voor het eerst een manga van haar, genaamd Ko no Yume ga Same Tara (この夢が覚めたら, When This Dream is Over?), gepubliceerd in het Japanse maandblad LaLa. 
Matsuri Hino is het meest bekend vanwege haar anime/manga-serie Vampire knight. Deze serie maakte zijn debuut in januari 2005 in het maandblad LaLa. Later werd de serie door uitgever Hakusensha gebundeld in 19 delen en uitgegeven in Japan. De manga-serie is ook uitgebracht in Noord-Amerika door Viz Media, en in Australië en Nieuw-Zeeland door Madman Entertainment. Van de manga-serie zijn twee anime-series gemaakt door Studio Deen, geregisseerd door Kiyoko Sayama. De serie kwam in Japan in 2008 op TV Tokyo. Een tweede seizoen, genaamd Vampire Knight Guilty, werd eveneens uitgezonden op TV Tokyo tussen 2008 en 2009. Beide series zijn ook uitgezonden in Australië en kwamen in Engeland en Noord-Amerika uit op DVD. 

## Werken
- (1999) Toraware no Mi no Ue (とらわれの身の上); Engelse vertaling: Captive Hearts (2008)
- (2002) MeruPuri Meruhen Purinsu (めるぷり メルヘン☆プリンス); Engelse vertaling: MeruPuri (2005)
- (2005) Wanted; Engelse vertaling: Wanted (2008)
- (2005) Vanpaia Naito (ヴァンパイア騎士(ナイト)); Engelse vertaling: Vampire Knight (2006)
- (2008) Vampire Knight: Ice Blue Sin (ヴァンパイア騎士 憂氷の罪, Vanpaia Naito: Aisu Burū no Tsumi) (novelle)
- (2008) Vampire Knight: Noir's Trap (ヴァンパイア騎士 凝黒の罠, Vanpaia Naito: Nowāru no Wana) (novelle)

- Biblioteca Nacional de España: XX1750104
- Bibliothèque nationale de France: cb150393234 (data)
- CiNii: DA17210518
- Gemeinsame Normdatei: 130509973
- International Standard Name Identifier: 0000 0001 1925 3735
- Library of Congress Control Number: no2008112781
- Bibliotheek van het Japanse parlement: 00795232
- Nationale Bibliotheek van Israël: 987007401214505171
- Système universitaire de documentation: 128427728
- Trove: 1459939
- Virtual International Authority File: 17506864
- WorldCat: E39PBJrcmV6pjVj89qBRxcWFKd